# Cyrtodactylus vilaphongi
Cyrtodactylus vilaphongi es una especie de gecos de la familia Gekkonidae.

## Distribución geográfica yhábitat
Es endémica de una zona kárstica del norte de Laos. Su rango altitudinal oscila entre 577 y 597 m s. n. m..